# MLB All-Star Game 2012
Das MLB All-Star Game 2012 war die 83. Auflage des Major League Baseball All-Star Game zwischen den Auswahlteams der American League (AL) und der National League (NL). Es fand am 10. Juli 2012 im Kauffman Stadium in Kansas City, Missouri statt.
Mit dem Sieg des Teams der NL hat der diesjährige Sieger der National League zum Finale der MLB-Saison 2012 den Heimvorteil bei der World Series 2012. Die National League konnte ihren dritten Sieg in Folge erringen, nachdem sie zuvor 14 Jahre auf einen Erfolg warten musste.

## Letzter Roster-Platz
Nach der Bekanntgabe der Roster fand eine zweite Abstimmung statt, um den jeweils letzten verbleibenden Platz im Roster zu vergeben. Die Gewinner des All-Star Final Vote waren Yū Darvish von den Texas Rangers für die American League und David Freese von den St. Louis Cardinals.
| Spieler          | Team            | Pos             | Spieler         | Team            | Pos             |
| American League  | American League | American League | National League | National League | National League |
| ---------------- | --------------- | --------------- | --------------- | --------------- | --------------- |
| Yū Darvish       | TEX             | P               | David Freese    | STL             | 3B              |
| Jonathan Broxton | KC              | P               | Michael Bourn   | ATL             | OF              |
| Ernesto Frieri   | LAA             | P               | Bryce Harper    | WAS             | OF              |
| Jason Hammel     | BAL             | P               | Aaron Hill      | ARI             | 2B              |
| Jake Peavy       | CWS             | P               |                 |                 |                 |

## Aufstellung (Roster)
| C  | Mike Napoli       | Rangers   | 1  |
| 1B | Prince Fielder    | Tigers    | 4  |
| 2B | Robinson Canó     | Yankees   | 4  |
| 3B | Adrián Beltré     | Rangers   | 3  |
| SS | Derek Jeter       | Yankees   | 13 |
| OF | José Bautista     | Blue Jays | 3  |
| OF | Curtis Granderson | Yankees   | 3  |
| OF | Josh Hamilton     | Rangers   | 5  |
| DH | David Ortiz       | Red Sox   | 8  |

| Feldspieler | Feldspieler      | Feldspieler | Feldspieler    |
| Position    | Spieler          | Team        | All-Star Games |
| ----------- | ---------------- | ----------- | -------------- |
| C           | Joe Mauer        | Twins       | 5              |
| C           | Matt Wieters     | Orioles     | 2              |
| 1B          | Paul Konerko     | White Sox   | 6              |
| 2B          | Ian Kinsler      | Rangers     | 3              |
| 3B          | Miguel Cabrera   | Tigers      | 7              |
| SS          | Asdrúbal Cabrera | Indians     | 2              |
| SS          | Elvis Andrus     | Rangers     | 2              |
| OF          | Adam Jones       | Orioles     | 2              |
| OF          | Mike Trout       | Angels      | 1              |
| OF          | Mark Trumbo      | Angels      | 1              |
| DH          | Billy Butler     | Royals      | 1              |
| DH          | Adam Dunn        | White Sox   | 2              |

| Pitcher          | Pitcher   | Pitcher        | Pitcher |
| Spieler          | Team      | All-Star Games |         |
| ---------------- | --------- | -------------- | ------- |
| Ryan Cook        | Athletics | 1              |         |
| Yū Darvish       | Rangers   | 1              |         |
| Matt Harrison    | Rangers   | 1              |         |
| Félix Hernández  | Mariners  | 3              |         |
| Jim Johnson      | Orioles   | 1              |         |
| Joe Nathan       | Rangers   | 5              |         |
| Jake Peavy       | White Sox | 4              |         |
| Chris Perez      | Indians   | 2              |         |
| David Price      | Rays      | 1              |         |
| Fernando Rodney  | Rays      | 1              |         |
| C.C. Sabathia    | Yankees   | 6              |         |
| Chris Sale       | White Sox | 1              |         |
| Justin Verlander | Tigers    | 5              |         |
| Jered Weaver     | Angels    | 3              |         |
| C. J. Wilson     | Angels    | 2              |         |

| C  | Buster Posey   | Giants    | 1 |
| 1B | Joey Votto     | Reds      | 3 |
| 2B | Dan Uggla      | Braves    | 3 |
| 3B | Pablo Sandoval | Giants    | 2 |
| SS | Rafael Furcal  | Cardinals | 3 |
| OF | Melky Cabrera  | Giants    | 1 |
| OF | Carlos Beltrán | Cardinals | 7 |
| OF | Matt Kemp      | Dodgers   | 2 |

| Feldspieler | Feldspieler       | Feldspieler | Feldspieler    |
| Position    | Player            | Team        | All-Star Games |
| ----------- | ----------------- | ----------- | -------------- |
| C           | Yadier Molina     | Cardinals   | 4              |
| C           | Carlos Ruiz       | Phillies    | 1              |
| 1B          | Bryan LaHair      | Cubs        | 1              |
| 2B          | José Altuve       | Astros      | 1              |
| 3B          | David Freese      | Cardinals   | 1              |
| 3B          | David Wright      | Mets        | 6              |
| 3B          | Chipper Jones     | Braves      | 8              |
| SS          | Starlin Castro    | Cubs        | 2              |
| SS          | Ian Desmond       | Nationals   | 1              |
| OF          | Michael Bourn     | Braves      | 2              |
| OF          | Ryan Braun        | Brewers     | 5              |
| OF          | Jay Bruce         | Reds        | 2              |
| OF          | Carlos González   | Rockies     | 1              |
| OF          | Bryce Harper      | Nationals   | 1              |
| OF          | Matt Holliday     | Cardinals   | 6              |
| OF          | Andrew McCutchen  | Pirates     | 2              |
| OF          | Giancarlo Stanton | Marlins     | 1              |

| Pitcher           | Pitcher      | Pitcher        | Pitcher |
| Spieler           | Team         | All-Star Games |         |
| ----------------- | ------------ | -------------- | ------- |
| Matt Cain         | Giants       | 3              |         |
| Aroldis Chapman   | Reds         | 1              |         |
| R.A. Dickey       | Mets         | 1              |         |
| Gio González      | Nationals    | 2              |         |
| Cole Hamels       | Phillies     | 3              |         |
| Joel Hanrahan     | Pirates      | 2              |         |
| Clayton Kershaw   | Dodgers      | 2              |         |
| Craig Kimbrel     | Braves       | 2              |         |
| Lance Lynn        | Cardinals    | 1              |         |
| Wade Miley        | Diamondbacks | 1              |         |
| Jonathan Papelbon | Phillies     | 5              |         |
| Stephen Strasburg | Nationals    | 1              |         |
| Huston Street     | Padres       | 1              |         |

Für die American League standen CC Sabathia, C. J. Wilson im All-Star Game nicht zur Verfügung, für die National League Yadier Molina, Ian Desmond und Giancarlo Stanton.

## Spiel

### Startaufstellung
| National League | National League | National League | National League | American League | American League   | American League | American League |
| Order           | Player          | Team            | Position        | Order           | Player            | Team            | Position        |
| --------------- | --------------- | --------------- | --------------- | --------------- | ----------------- | --------------- | --------------- |
| 1               | Carlos González | Rockies         | DH              | 1               | Derek Jeter       | Yankees         | SS              |
| 2               | Melky Cabrera   | Giants          | CF              | 2               | Robinson Canó     | Yankees         | 2B              |
| 3               | Ryan Braun      | Brewers         | LF              | 3               | Josh Hamilton     | Rangers         | LF              |
| 4               | Joey Votto      | Reds            | 1B              | 4               | José Bautista     | Blue Jays       | RF              |
| 5               | Carlos Beltrán  | Cardinals       | RF              | 5               | Prince Fielder    | Tigers          | 1B              |
| 6               | Buster Posey    | Giants          | C               | 6               | Adrián Beltré     | Rangers         | 3B              |
| 7               | Pablo Sandoval  | Giants          | 3B              | 7               | David Ortiz       | Red Sox         | DH              |
| 8               | Dan Uggla       | Braves          | 2B              | 8               | Mike Napoli       | Rangers         | C               |
| 9               | Rafael Furcal   | Cardinals       | SS              | 9               | Curtis Granderson | Yankees         | CF              |
|                 | Matt Cain       | Giants          | P               |                 | Justin Verlander  | Tigers          | P               |

### Zusammenfassung
| Team            | 1 | 2 | 3 | 4 | 5 | 6 | 7 | 8 | 9 | R | H  | E |
| --------------- | - | - | - | - | - | - | - | - | - | - | -- | - |
| National League | 5 | 0 | 0 | 3 | 0 | 0 | 0 | 0 | 0 | 8 | 10 | 0 |
| American League | 0 | 0 | 0 | 0 | 0 | 0 | 0 | 0 | 0 | 0 | 6  | 0 |

Starting Pitchers: NL – Matt Cain  AL – Justin Verlander   WP: Stephen Strasburg (1-0)   LP: Justin Verlander (0-1)  
- Umpires: Home Plate – Gerry Davis (umpire in chief); First Base – Jim Joyce; Second Base – Brian Runge; Third Base – Tony Randazzo; Left Field – Lance Barksdale; Right Field – Brian Knight
- Spieldauer: 2:59
- Zuschauer: 40.933